# Fine Living Network
O Fine Living Network foi um canal de televisão dedicado à saúde, à casa, aos estilos de vida e viagens. Veio substituir o Zone Club, canal europeu de lifestyle em 2010. O canal cessou as emissões nos países em que operava no final de 2020. 

## Programas
- All-Girl Getaways
- All That's Fit
- American Shopper
- The Art of the Party
- Any Given Latitude
- Back to Basics
- The Best Of
- Big City Broker
- The Biggest Loser
- Born American
- Breathing Room
- Bulging Brides
- Buy Me
- A CARography
- Collector Car Auction
- Cool Kids' Parties
- Dating the Enemy
- Deconstructed
- Design Inc.
- Dinner Date
- Dream Drives
- Dwell
- Emeril Live
- The Fix
- Follow That Food
- Food Finds
- From the Ground Up
- The Genuine Article
- The Great Adventure
- Great Cocktails
- Glutton for Punishment
- Groomed
- Haunted Homes
- Iron Chef Japan
- I Want Your Job
- I Want That!
- I Want That! Baths
- I Want That! Kitchens
- I Want That! Tech Toys
- The Last 10 Pounds Boot Camp
- Life in the Fast Lane With Steve Natt
- Lulu's House
- Made to Order
- Mail Order Makeover
- The Manual
- Martha
- Me vs. Me
- Mission Organization
- Mixing With the Best
- Molto Mario
- NapaStyle
- Newlywed, Nearly Dead?
- Pack Your Toothbrush
- Pairings with Andrea
- Plastic Makes Perfect
- Queer Eye
- Radical Sabbatical
- Real Estate Confidential
- The Right Fit
- Road and Track
- Room Service
- Sheila Bridges: Designer Living
- The Shopping Bags
- The Shopping Detective
- Shopping With Chefs
- Simply Wine with Andrea Immer
- The Thirsty Traveler
- Three Sheets
- Time Makeover
- Tricks of the Trade
- The Wall Street Journal Weekend
- Wedding SOS
- Whatever, Martha
- What You Get for the Money?
- Wolfgang Puck
- Wingman
- Work That Room with Christopher Lowell
- Your Private Island
- Your Reality Checked

## Slogans
- Live Like You Mean It (2002-2006)
- Do More With Your Time and Money (2006-2009)
- Design for Life (2009-2010)